# Museo del sur de la Florida
El Museo del sur de la Florida (en inglés: South Florida Museum) ubicado en Bradenton, Florida, Estados Unidos, es un museo especializado en la historia natural y cultural de la costa del golfo de la Florida. Alberga exposiciones que destacan la historia de Florida desde la prehistoria hasta la época actual.
El museo incluye el Planetario Bishop y el Acuario Parker Manatee, que el hogar de Snooty el manatí (nacido en 1948, es el manatí Snooty más antiguo en cautividad conocido, en cualquier parte del mundo).
El Planetario Bishop, que se abrió a mediados de 1960, ha sido recientemente remodelado y recibió una importante actualización técnica.